# Magnolienwaldsänger
Der Magnolienwaldsänger (Setophaga magnolia, Syn.: Dendroica magnolia) ist ein kleiner Vogel in der Familie der Waldsänger (Parulidae). Seinen Namen bekam er von Alexander Wilson, da dieser den ersten Magnolienwaldsänger, den er sah, unter einigen Magnolienbäumen in Mississippi vorfand. Ihre Brutgebiete befinden sich jedoch häufig in den Nadelwäldern in Nordamerika, von Kanada über Neuengland und den Great Lakes. Im Winter zieht er nach Mittelamerika. Als seltener Gast kommt er auch in Westeuropa vor.
Bei dem Männchen ist das Gesicht schwarz. Über den Augen bis zu den Ohren zieht sich ein weißer Streifen. Der Kopf und der Nackenbereich sind grau. Von der Kehle abwärts über dem Bauchbereich bis nach hinten hat es ein gelbes Federkleid, das von der Brust abwärts und an den Flanken mit schwarzen Streifen durchzogen ist. Die Oberseite ist schwarzgrau bis grau. Auf den Flügeldecken befinden sich große weiße Flecke. Über den Schwanzfedern zieht sich ein weißes Band. Der kleine Schnabel ist schwarz, dünn und spitz. Das Weibchen hat ein ähnliches Aussehen, nur ist das Federkleid insgesamt stumpfer, das Gesicht gräulich und die Streifen an den Flanken und auf der Unterseite sind nicht so stark ausgeprägt wie beim Männchen.
Sie ernähren sich überwiegend von Insekten, die sie nahe dem Boden in Büschen oder Sträuchern aufstöbern. Gelegentlich werden auch Beeren und Früchte gefressen.
In einem schalenförmigen Nest legt das Weibchen drei bis fünf Eier, die in einem Zeitraum von elf bis 13 Tagen ausgebrütet werden. Nach etwa acht bis zehn Tagen sind die Küken flügge. 